# Paktel

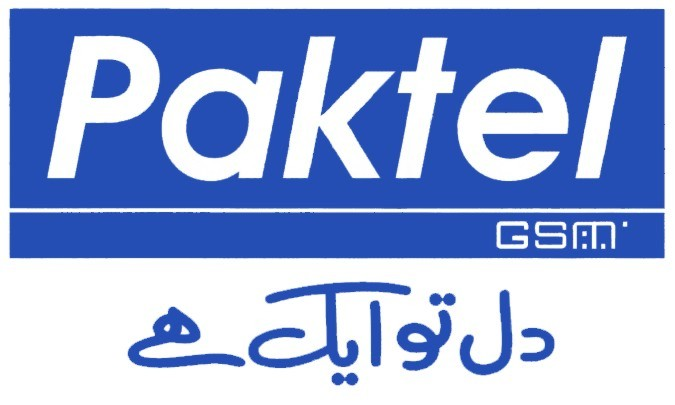
Logo of Paktel GSM

Paktel è una società di telefonia mobile pakistana di proprietà di China Mobile.
Fu la prima società ad avere la licenza di portare servizi di telefonia mobile in Pakistan. istituita dalla Cable & Wireless.
Ha fornito fino al 2004 servizi AMPS, dopo lanciò i servizi GSM.
Il suo principale competitore nacque alla fine degli anni '90 come Instaphone che presto cominciò a dominare il mercato.
Nel 2003 Millicom Corporation, proprietaria di Instaphone, comprò Paktel da Cable & Wireless.
Nel gennaio 2007 Millicom vendette Paktel per 284 milioni di dollari a China Telecom.